# Pegasus (spyware)
Pegasus este un spyware dezvoltat de firma israeliană de arme cibernetice NSO Group, care poate fi instalat pe ascuns pe telefoanele mobile (și alte dispozitive) care rulează majoritatea versiunilor de iOS și Android. Dezvăluirile proiectului Pegasus⁠(d) din 2021 sugerează că actualul software Pegasus poate exploata toate versiunile recente de iOS până la iOS 14.6. Începând cu anul 2016, Pegasus este capabil să citească mesaje text⁠(d), să urmărească apelurile⁠(d), să colecteze parole, să urmărească locația⁠(d), să acceseze microfonul și camera dispozitivului țintă și să culeagă informații din aplicații. Programul spyware poartă numele legendarului cal înaripat Pegas — pentru că este un cal troian care poate fi trimis „zburând prin aer” pentru a infecta telefoanele.
NSO Group a fost deținută anterior de firma americană Francisco Partners⁠(d), dar a fost răscumpărată de fondatorii săi în 2019. Compania afirmă că oferă „guvernelor autorizate tehnologie care îi ajută să combată terorismul și criminalitatea”. Grupul NSO a publicat secțiuni din contracte care impun clienților să își folosească produsele numai pentru investigații penale și de securitate națională și a declarat că are o abordare de lider în industrie în domeniul drepturilor omului.
Pegasus a fost descoperit în august 2016 după ce o încercare eșuată de instalare pe iPhone-ul unui activist pentru drepturile omului a condus la o investigație care a dezvăluit detalii despre spyware, capacitățile sale și vulnerabilitățile de securitate pe care le-a exploatat. Vestea despre spyware a produs acoperire mediatică semnificativă. Acesta a fost numit „cel mai sofisticat” atac de smartphone din toate timpurile și a marcat prima detectare a unui exploit malițios de la distanță care folosește jailbreak pentru a obține acces nerestricționat la un iPhone.
Pe 23 august 2020, conform informațiilor obținute de ziarul israelian Haaretz, NSO Group a vândut software-ul spyware Pegasus pentru sute de milioane de dolari către Emiratele Arabe Unite și alte state din Golf, pentru supravegherea activiștilor anti-regim, a jurnaliștilor, și a liderilor politici din țări rivale, cu încurajarea și medierea guvernului israelian. Mai târziu, în decembrie 2020, emisiunea de investigație The Tip of the Iceberg⁠(d) difuzată de Al Jazeera, ediția inititulată Spy partners, a relatat exclusiv despre Pegasus și pătrunderea acestuia în telefoanele profesioniștilor și activiștilor din mass-media; precum și utilizarea sa de către Israel pentru a asculta atât adversarii, cât și aliații.
În iulie 2021, acoperirea pe scară largă în presă, în contextul dezvăluirilor Proiectului Pegasus⁠(d), împreună cu o analiză aprofundată a grupului pentru drepturile omului Amnesty International, a relevat că Pegasus era încă utilizat pe scară largă împotriva țintelor de rang înalt. A arătat că Pegasus poate să infecteze toate versiunile moderne de iOS până la cea mai recentă versiune, iOS 14.6, printr-un exploatare IMessage⁠(d) fără a avea nevoie de interacțiunea utilizatorului.

## Descoperire
Exploatarea iOS de către Pegasus a fost identificată în august 2016. Activistul arab pentru drepturile omului, Ahmed Mansoor⁠(d), a primit un mesaj text prin care i se promiteau „secrete” despre tortura care se practică în închisorile din Emiratele Arabe Unite, urmând un link. Mansoor a trimis link-ul către Citizen Lab⁠(d), care a investigat, cu colaborarea Lookout⁠(d), și a constatat că, dacă Mansoor ar fi urmat link-ul, spyware-ul s-ar fi implantat ocolind limitările sistemului de operare, printr-o formă de inginerie socială⁠(d). Citizen Lab a legat atacul de grupul NSO.
În ceea ce privește gradul de răspândire a problemei, Lookout a explicat într-o postare pe blog: „Credem că acest spyware a fost în sălbăticie de destul de mult timp, pe baza unora dintre indicatorii din cod” și a subliniat că codul prezintă semnele unei „tabele de mapare de kerneluri care are valori începând cu versiunea iOS 7” (lansat în 2013).  New York Times și The Times of Israel⁠(d) au relatat că se pare că Emiratele Arabe Unite foloseau acest spyware încă din 2013. Acesta a fost folosit în Panama de fostul președinte Ricardo Martinelli⁠(d) din 2012 până în 2014, care a înființat Consejo Nacional de Seguridad (Consiliul Național de Securitate) pentru utilizarea acestuia. În mai multe procese aflate în derulare în 2018 se susținea că NSO Group a ajutat clienții să opereze software-ul și, prin urmare, a participat la numeroase încălcări ale drepturilor omului inițiate de clienții săi. La două luni după asasinarea și dezmembrarea jurnalistului Jamal Khashoggi de la Washington Post, un activist saudit pentru drepturile omului, în Consulatul Arabiei Saudite din Istanbul, disidentul saudit Omar Abdulaziz⁠(d), rezident în Canada, a intentat un proces în Israel grupului NSO, acuzând firma că a furnizat guvernului saudit software-ul de supraveghere pentru a-l spiona pe el și pe prietenii săi, inclusiv pe Khashoggi.

## Detalii despre spyware
Spyware-ul poate fi instalat pe dispozitive care rulează anumite versiuni de iOS, sistemul de operare pe dispozitive mobile dezvoltat de Apple, precum și pe unele dispozitive Android. Pegasus nu este un exploit specific, ci o suită de exploituri care folosește multe vulnerabilități din sistem. Printre vectorii de infectare se numără clicurile pe linkuri, aplicația Photos, aplicația Apple Music și iMessage. Unele dintre exploiturile pe care le folosește Pegasus sunt de tip zero-click, adică pot rula fără nicio interacțiune a victimei. După instalare, s-a relatat că Pegasus poate să ruleze cod arbitrar, să extragă contacte, jurnale de apeluri, mesaje, fotografii, istoricul navigării pe web, setări, precum și să colecteze informații din aplicații, inclusiv, din aplicațiile de comunicații IMessage⁠(d), Gmail, Viber, Facebook, WhatsApp, Telegram și Skype, și nu numai.
La Security Analist Summit din 2017, eveniment organizat de Kaspersky Lab, cercetătorii au dezvăluit că Pegasus era disponibil pentru Android și nu doar pentru iOS; Google se referă la versiunea pentru Android drept Chrysaor, fratele calului înaripat Pegas. Funcționalitatea sa este similară cu versiunea de iOS, dar modul de atac este diferit. Versiunea Android încearcă să obțină acces de root⁠(d) (similar cu jailbreakingul din iOS); dacă eșuează, solicită utilizatorului permisiuni care îi permit să culeagă cel puțin unele date. La acea vreme, Google a spus că doar câteva dispozitive Android au fost infectate.
Pegasus se ascunde pe cât posibil și se autodistruge în încercarea de a elimina dovezile dacă nu poate comunica cu serverul său de comandă și control timp de peste 60 de zile sau dacă este pe un dispozitiv greșit. Pegasus poate face acest lucru și la comandă.

### Pegasus Anonymizing Transmission Network
Grupul pentru drepturile omului Amnesty International a raportat în dezvăluirile proiectului Pegasus din 2021 că Pegasus folosește o infrastructură sofisticată de comandă și control (C&C) pentru a transmite datele extrase și pentru a trimite comenzi către țintele Pegasus. Există cel puțin patru iterații cunoscute ale infrastructurii C&C, denumită Pegasus Anonymizing Transmission Network (PATN) de către grupul NSO, fiecare cuprinzând până la 500 de nume de domenii, servere DNS și alte infrastructuri de rețea. PATN utilizează tehnici cum ar fi înregistrarea porturilor cu număr mare porturi pentru infrastructura online, pentru a evita scanarea convențională pe Internet. PATN folosește și până la trei subdomenii randomizate unice pentru fiecare încercare de exploit, precum și căi URL randomizate.

## Utilizarea spyware-ului
Deși, declarativ, Pegasus este destinat să fie folosit împotriva criminalilor și teroriștilor, a fost adesea raportată utilizarea de către guvernele autoritare pentru a spiona critici și opozanți.

### Utilizare de către India
Spre sfârșitul anului 2019, Facebook a deschis un proces⁠(d) împotriva lui NSO, susținând că Pegasus a fost folosit pentru interceptarea comunicărilor cu WhatsApp ale mai multor activiști, jurnaliști și birocrați din India, ducând la acuzații că guvernul indian a fost implicat.
S-a afirmat că numerele de telefon ale unor miniștri indieni, ale unor lideri ai opoziției, ale unor foști membri ai comisiilor electorale și ale unor jurnaliști ar fi fost găsite într-o bază de date cu ținte de piratare a NSO de către Project Pegasus în 2021.
O analiză criminalistică digitală independentă efectuată pe 10 telefoane indiene ale căror numere erau prezente în acele baze de date au arătat semne ale unei piratări sau a unei tentative de piratare cu Pegasus. Rezultatele furnizate de analiza criminalistică arată corelații secvențiale între ora și data în care un număr de telefon este introdus în listă și începutul supravegherii. Decalajul variază de obicei între câteva minute și câteva ore.
11 numere de telefon asociate cu o femeie angajată a Curții Supreme a Indiei și cu familia ei apropiată, care îl acuzase pe fostul președinte al Curții Supreme indiene, Ranjan Gogoi⁠(d), de hărțuire sexuală, au fost găsite și ele într-o bază de date care indică posibilitatea ca telefoanele lor să fi fost spionate.
Înregistrările indică și că numerele de telefon ale unora dintre actorii politici cheie din Karnataka par să fi fost selectate în perioada în care se desfășura o luptă intensă pentru putere între Partidul Bharatiya Janata și guvernul laic al statului, condus de Janata Dal în 2019.
S-a raportat că guvernul indian a folosit Pegasus pentru a-l spiona pe prim-ministrul pakistanez Imran Khan și pe unii diplomați din Iran, Afganistan, China, Nepal și Arabia Saudită.

### Utilizarea de către cartelurile mexicane de droguri
Deși intenția inițială a fost ca Pegasus să fie folosit împotriva criminalilor, el a fost folosit și pentru a ataca și intimida jurnaliștii mexicani de către cartelurile de droguri⁠(d) și de către actorii guvernamentali corupți asociați cartelurilor.

### Utilizare de către Arabia Saudită
Software-ul Pegasus, ale cărui vânzări sunt licențiate de guvernul israelian unor guverne străine, a ajutat Arabia Saudită să-l spioneze pe Jamal Kashoggi, care a fost ucis ulterior în Turcia.
Pegasus a fost folosit și pentru a-l spiona pe Jeff Bezos după ce Mohammed bin Salman, prințul moștenitor al Arabiei Saudite, a schimbat cu el mesaje care exploatau vulnerabilitățile pe atunci necunoscute în WhatsApp.

### Dezvăluirile proiectului Pegasus
Publicarea clandestină a unei liste de peste 50.000 de numere de telefon despre care se crede că aparțin unor persoane considerate de interes de către clienții NSO începând cu anul 2016 a devenit disponibilă organizației nonprofit media din Paris Forbidden Stories⁠(d) și lui Amnesty International. Acestea au transmis informațiile către șaptesprezece organizații de presă în ceea ce a fost numit „Proiectul Pegasus” și a fost efectuată o investigație de o lună, raportul căriea a fost prezentat la mijlocul lunii iulie 2021. Proiectul Pegasus a implicat 80 de jurnaliști de la partenerii media: The Guardian (Regatul Unit), Radio France și Le Monde (Franța), Die Zeit și Süddeutsche Zeitung (Germania), The Washington Post (Statele Unite), Haaretz / TheMarker (Israel), Aristegui Noticias⁠(d), Proceso⁠(d), OCCRP, Knack, Le Soir⁠(d), The Wire⁠(d) (India), Daraj, Direkt36 (Ungaria), și PBS Frontline⁠(d). S-au găsit dovezi că multe telefoane cu numere în listă fuseseră ținte ale programelor spyware Pegasus. Cu toate acestea, CEO-ul NSO Group a susținut categoric că lista în cauză nu are legătură cu ei, și că sursa acuzațiilor nu poate fi verificată ca fiind de încredere. „Aceasta este o încercare de a construi ceva pe o lipsă nebunească de informații. . . Fundamental, această investigație este greșită”.
Serviciile franceze de informații (ANSSI⁠(d)) au confirmat că spyware-ul Pegasus a fost găsit pe telefoanele a trei jurnaliști, inclusiv un jurnalist de la France 24, prima dată când o autoritate independentă și oficială a coroborat concluziile anchetei.

## Vulnerabilități
Lookout a furnizat detalii despre cele trei vulnerabilități iOS: 
- CVE-2016-4655: Scurgere de informații din kernel — O vulnerabilitate de mapare în kernelul care scurge informații către atacator, permițându-i să calculeze locația kernelului în memorie.
- CVE-2016-4656: corupere de memorie în kernel care duce la jailbreak — vulnerabilități la nivel de kernel iOS pe 32 și 64 biți care permit atacatorului să ocolească restricțiile dispozitivului și să instaleze software de supraveghere — detalii în referință.[47]
- CVE-2016-4657: coruperea memoriei în webkit — o vulnerabilitate în Safari WebKit care permite atacatorului să compromită dispozitivul atunci când utilizatorul face click pe un link.

În iulie 2021, Pegasus folosea probabil mai multe exploituri, dintre care unele nu sunt enumerate în CVE-urile⁠(d) de mai sus.

## Reacții

### Mass-media
Știrile despre spyware au primit o atenție semnificativă din partea mass-media, mai ales pentru că au fost numite „cel mai sofisticat” atac de smartphone din istorie și pentru că a fost prima detectare a unui exploit cu jailbreak de la distanță pe telefoanele Apple.

### Comentariile NSO Group
Dan Tynant de la The Guardian a scris în august 2016 un articol care conține comentarii din partea grupului NSO, care a declarat că oferă „guvernelor autorizate tehnologie care îi ajută să combată terorismul și criminalitatea”, deși grupul i-a ziaristului că nu știe despre niciun incident.

### Dezvoltatorii
Organizația care dezvoltă telefonul open source Librem 5⁠(d), Purism, a declarat că cea mai bună apărare împotriva unor astfel de programe spion ar fi ca utilizatorii și dezvoltatorii să aibă controlul asupra software-ului — astfel încât să și-l poată inspecta pe deplin pentru a detecta și corecta vulnerabilitățile la nivel global — și să aibă acces la hardware, astfel încât să poată opri fizic unele componente.

### Scepticismul programului Bounty Bounty
În urma știrilor, unii critici au afirmat că programul de bug-bounty al lui Apple, care recompensează oamenii care găsesc defecte în software-ul lor nu ar fi oferit recompense suficiente pentru a preveni vânzarea exploiturilor pe piața neagră, în loc să fie raportate înapoi la Apple. Russell Brandom de la The Verge⁠(d) a comentat că plățile efectuate în cadrul programului de recompensare a bugurilor, care recompensează persoanele care reușesc să găsească defecte în software-ul Apple, se ridică 200.000 de dolari, „doar o fracțiune din milioanele care sunt cheltuite în mod regulat pentru exploituri de iOS pe piața neagră". El se întrabă de ce Apple nu „își publică vulnerabilitățile de securitate?”, dar scrie și, pe de altă parte, că „imediat ce au fost raportate vulnerabilitățile [Pegasus], Apple le-a reparat — dar au mai rămas o mulțime de alte buguri. În timp ce companiile de programe spion consideră o achiziție de exploit drept o plată unică pentru ani de acces, recompensa Apple trebuie plătită de fiecare dată când apare o nouă vulnerabilitate”. Brandom a mai scris: „aceiași cercetători care participă la programul Apple de bug bounty ar putea câștiga mai mulți bani vânzând aceleași descoperiri unui broker de exploituri”. El a încheiat articolul scriind: „este greu de spus cât de multe daune ar fi putut fi cauzate dacă Mansoor ar fi făcut click pe link-ul spyware. . . Speranța este că, atunci când următorul cercetător găsește următorul bug, acel gând contează mai mult decât banii.”